# AMOS (logiciel)
Pour les articles homonymes, voir AMOS.
AMOS (abréviation de Analysis of MOment Structures) est un logiciel de statistiques produit par SPSS inc.. 